# データ駆動
データ駆動（データくどう）または データドリブン（data driven）は計算機科学における計算モデル（抽象的な計算の方法）のひとつである。データ駆動においては、ひとつの計算によって生成されるデータがつぎの計算を起動し、つぎつぎに一連の計算が実行される。データ駆動は人工知能における前向き推論に近い。なお、データ駆動の対義語は要求駆動である。